# 34492 Swasthikpadma
34492 Swasthikpadma este o planetă minoră (asteroid), cu un diametru de 4,718 km, din centura de asteroizi. A fost descoperită pe 23 septembrie 2000 la Experimental Test Site⁠(d) de Lincoln Near-Earth Asteroid Research. 
Obiectul prezintă o orbită caracterizată de o semiaxă mare de 2,9666046 UAi, o excentricitate de 0,07, o înclinație de 8,78369 ° în raport cu ecliptica.